# Kaschmirziege

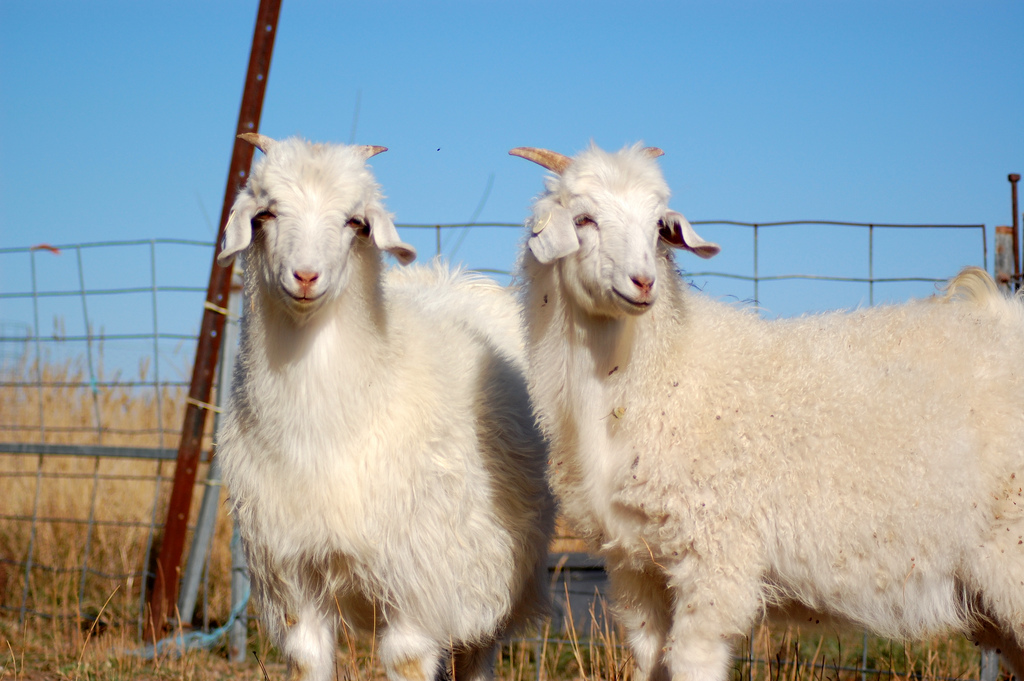
Australische Kaschmirziege

Die Kaschmirziege ist ein zu den Wollziegen zählender Phänotyp der Hausziege. Definiert wird die Kaschmirziege über den mittleren Durchmesser der Unterwolle von unter 19 Mikrometern. Im Ursprungsgebiet des Himalaya und Pamir sowie deren Randgebieten kommt diese schlappohrige und gehörnte Ziege in den Farbschlägen grau, weiß, schwarz und braun vor. In Europa werden fast ausschließlich weiße Tiere gezüchtet, da sich die weiße Wolle beliebig einfärben lässt.

## Kaschmirwolle
Kaschmirziegen, von denen es ca. 20 Untertypen gibt, zeichnen sich durch eine lange, feine Unterwolle aus. Die Kaschmirwolle ist deutlich feiner als die dünnste Schafwolle und gehört zu den feinsten Tierhaaren (zu den anderen Tierarten mit ungewöhnlich feiner Wolle zählen der Moschusochse und das Vikunja).
Die Tiere werden in den Industriestaaten geschoren, ansonsten wird die Unterwolle ausgerupft oder ausgekämmt. Jährlich können zwischen 150 und 200 Gramm Wolle je Tier gewonnen werden. Der weltweit größte Kaschmirwollproduzent ist China. Große Farmen zur Kaschmirproduktion sind auch in Australien und auf Neuseeland zu finden. In Europa ist Schottland führend.